# Johnston (Iowa)
Johnston è una città nella Contea di Polk, nello Stato dello Iowa degli Stati Uniti d'America;